# Koniec Gorganu
Koniec Gorganu (ukr. Кінець Ґорґану) – szczyt na Ukrainie, położony w Gorganach. Przed wojną przez masyw przebiegała południowa granica Polski, do dzisiaj na niższym wierzchołku znajduje się znak graniczny nr 23.

## Topografia
Szczyt leży w środkowej części pasma, w grzbiecie Gorgan, 3 km na zachód od Sywuli, 14 km na wschód od Popadii. Jego niższy wierzchołek (1580 m n.p.m.) znajduje się w głównym grzbiecie Karpat rozdzielającym zlewnię Dunaju i Dniestru, wyższy zaś (1590 m n.p.m.) odchodzi 500 metrów na północ. W bezpośrednim sąsiedztwie góry znajduje się Gorga (1505 m n.p.m.) na północnym zachodzie, Kruhła (1451 m n.p.m.) na wschodzie oraz Torgan (1405 m n.p.m.) na południowym zachodzie. Ze strony zachodniej szczytu wypływają liczne strumyki tworzące później potok Wielki Szczawnik, od północnego wschodu natomiast lewy dopływ potoku Negrowa.

## Przyroda
Górne partie szczytowe pokryte są w dużej mierze kosodrzewiną, na zachodnich stokach znajdują się liczne rumowiska, natomiast poniżej wysokości 1400 metrów zbocza porastają lasy. Szczyt nie znajduje się na terenie żadnego obszaru chronionego, a w okolicy prowadzone są liczne wycinki lasów.

## Turystyka
Na szczyt nie prowadzą znakowane szlaki turystyczne, natomiast można się tutaj dostać ścieżką z północnego zachodu, wiodącej grzbietem Gorgan lub ścieżką ze wschodu, którą można dojść na Sywulę. Dotarcie na szczyt wymaga długiego przedzierania się przez lasy i kosówkę, najbliższe miejscowości bowiem leżą w odległości ponad 13 km, a ścieżki nie są dobrze przetarte.